# Bianca (satèl·lit)
Bianca és un satèl·lit del planeta Urà, anomenat així en honor de la germana de Katherine a l'obra de Shakespeare La feréstega domada. Va ser descobert a partir de les imatges preses pel Voyager 2 el 23 de gener de 1986 i gairebé no es tenen dades de la seva composició o característiques. La temperatura de la seva superfície s'ha calculat en 89 K i no sembla tenir atmosfera. Va rebre la designació temporal S/1986 U 9. També es coneix com Uranus VIII.
Bianca pertany al grup de satèl·lits Portia, que també inclou Crèssida, Desdèmona, Julieta, Pòrcia, Rosalina, Cupido, Belinda i Perdita. Aquests satèl·lits tenen òrbites i propietats fotomètriques similars. A part de la seva òrbita, radi de 27 km, i albedo geomètrica de 0,08 pràcticament no se sap res.
A les imatges del Voyager 2 Bianca apareix com un objecte allargat, l'eix principal apuntant cap a Urà. La proporció d’eixos de l'esferoide prolat de Bianca és de 0,7 ± 0,2. La seva superfície és de color gris. 